# Млинівка (притока Бистриці-Солотвинської)
Млині́вка (іноді Млині́вка Стебни́цька[⇨]) — мала річка в Україні, у Івано-Франківському районі Івано-Франківської області. Права притока Бистриці-Солотвинської (басейн Дністра), поживлювач Міського озера Івано-Франківська.

## Опис
Загальна протяжність русла від витоку до гирла становить 11,5 км, з площею водозабору до 2 км² та похилом річки 3,65 м/км. Витоки знаходяться на окраїнах с. Стебник, на території с. Драгомирчани також встановлено витоки підземних вод інших 3-х джерел. Нижче русло проходить через території населених пунктів: смт Лисець, с. Драгомирчани, с. Крихівці, територію м. Івано-Франківськ, житловий масив «Калинова Слобода», мікрорайон БАМ, попри міське озеро та впадає у Бистрицю-Солотвинську.
На всій протяжності русло змінене під впливом інтенсивної господарської діяльності минулих століть та використання води річки для задоволення різноманітних потреб. Гирло на даний час знаходиться за межами садівничого товариства «Прикарпаття». В пригирловій частині, після виходу з території садівничого товариства «За Мир» річка каналізована фактично до місця впадіння в р. Бистрицю-Солотвинську. Випуск води здійснюється з труби.
Характер живлення цієї річки суттєво відрізняє її від інших малих водотоків, які збереглися на цій території: р. Радчанки та р. Стебник, в яких стік формується головним чином за рахунок атмосферних опадів та ґрунтових вод, і які часто міліють та пересихають у посушливий період. На території с. Драгомирчани (кругове перехрестя) в Млинівку впадає її єдина права притока р. Радчанка, що вносить значний вклад в об'єм стоку з Млинівки, зокрема під час інтенсивних опадів, сніготанення. В посушливий період, та у період межені вплив р. Радчанки менш виражений або відсутній.
Функцію підтримання безперервного водообміну міського озера виконують річки Млинівка та її права притока Радчанка.

### Історія
Найбільша водна артерія Княгинина. Млини не дозволялося споруджувати на природних водоймах через їх можливе знищення повенями. Тому воду підводили спеціально облаштованими каналами, так званими млинівками. Загалом на річці розташовувалося п'ять млинів, через кожні два кілометри. Впадала у Бистрицю в районі мостопроводу на вулиці Галицькій. В кінці 1960-х років річку сховано в труби, які згодом перенаправили у дощову каналізацію.
Річка має кілька історичних назв:
- Млинівка Стебницька[1];
- Млинівка Креховецька[2] (або Крихівецька)[6].

Історичні джерела свідчать про те, що водний потік Млинівки ідентифікується за
приналежністю до населених пунктів в межах яких проходить русло, у зв'язку із розповсюдженим використанням даного найменування для інших водотоків на території району, області та з метою уникнення літературної плутанини.